# Markt (Wirtschaftswissenschaft)
Markt bezeichnet in der Wirtschaftswissenschaft das Zusammentreffen von Angebot und Nachfrage nach einem ökonomischen Gut (z. B. einer Ware oder Dienstleistung).
Eine auf Märkten basierende Ökonomie wird als Marktwirtschaft bezeichnet. Ein Markt, der relativ vielen, auch unrealistischen Hypothesen genügt, wird vollkommener Markt genannt und dient als Referenzmodell in den Wirtschaftswissenschaften.
Das Grundprinzip des Marktes ist der Tausch. Durch Verwendung eines allgemein anerkannten Tauschmittels (zum Beispiel Geld) kann der Tausch „Gut gegen Gut“ (Realtausch) zeitlich voneinander getrennt werden. Je nach dem Handelsobjekt, das auf dem Markt gehandelt wird, wird auch von Finanz- (Börsen, Geld-, Devisen- oder Kapitalmärkten), Faktor- (Arbeitsmärkten) und Konsumgütermärkten usw. gesprochen.
Marktteilnehmer (Akteure) sind die Anbieter und Nachfrager, die aufgrund einer mehr oder weniger festgelegten Marktordnung den Austausch ihrer Handelsobjekte in der „realen Warenwelt“ vollziehen. Derjenige Preis eines Gutes, der zur Übereinstimmung von angebotener und nachgefragter Menge führt, dem sogenannten Marktgleichgewicht, wird als allgemeiner Marktpreis oder Gleichgewichtspreis bezeichnet.

## Arten von Märkten
Die Markttypologie untersucht bestimmte Kriterien, nach denen ein Markt eingeteilt werden kann.

### Qualitative Einteilungen
Die Marktformen werden qualitativ nach drei Kriterien unterteilt:
Vollkommener Markt und unvollkommener Markt
Je nachdem wie stark die Homogenitätskriterien auf einem Markt ausgeprägt sind, spricht man von vollkommenen oder unvollkommenen Märkten.
Organisierte und nicht-organisierte Märkte
Auf organisierten Märkten richtet sich das Zusammentreffen und Zusammenspiel von Anbietern und Nachfragern nach bestimmten, festgelegten Regeln. Beispiele hierfür sind die organisierten Effektenbörsen oder die Durchführung von Auktionen nach gewissen Regeln wie beispielsweise mit Versteigerungsuhren bei Obst- und Gemüseauktionen. Bei nichtorganisierten Märkten fehlen diese Regeln.
Märkte mit beschränktem und unbeschränktem Zugang
Beschränkungen können rein rechtlicher Natur sein wie z. B. bei Investitions-, Neugründungs-, Niederlassungs- oder Filialgründungsverboten, und Konzessionierungen. Rechtlich-wirtschaftliche Behinderungen können durch spezielle Steuern gegeben sein. Rein wirtschaftliche Barrieren sind mangelndes Kapital oder Qualifikation.
Kombinationen der drei Formen
Die obigen Kriterien können in verschiedener Kombination auftreten. Ein Beispiel für einen vollkommenen, organisierten Markt mit beschränktem Zugang ist die Börse.

### Marktformentabelle nach Stackelberg
Märkte lassen sich nach der Zahl der Anbieter und Nachfrager in verschiedene Marktformen unterteilen. Die gebräuchlichste Einteilung des Marktes geht dabei auf Heinrich Freiherr von Stackelberg zurück:
|          |        | Nachfrager | Nachfrager           | Nachfrager            |
| viele    | wenige | ein        |                      |                       |
| -------- | ------ | ---------- | -------------------- | --------------------- |
| Anbieter | viele  | Polypol    | Oligopson            | Monopson              |
| Anbieter | wenige | Oligopol   | bilaterales Oligopol | beschränktes Monopson |
| Anbieter | ein    | Monopol    | beschränktes Monopol | bilaterales Monopol   |

### Nach Nachfrageintensität
Neben diesen Marktformen gibt es in der Betriebswirtschaftslehre noch:
|                     | starke Nachfrage | schwache Nachfrage |
| ------------------- | ---------------- | ------------------ |
| starke Konkurrenz   | Massenmarkt      | Schrumpfmarkt      |
| schwache Konkurrenz | Wachstumsmarkt   | Nischenmarkt       |

### Nach Richtung der Transaktion
Je nach Richtung der auf dem Markt durchgeführten Transaktion unterscheidet man Beschaffungs- und Absatzmärkte. Ein Beschaffungsmarkt ist ein solcher Markt, auf dem aus Sicht des Beschaffenden alle Anbieter der zu beschaffenden Produkte sowie alle Nachfrager, mit welchen er um diese Produkte konkurriert, agieren. Ein Absatzmarkt hingegen ist aus der Sicht des Anbieters ein Markt, der alle potentiellen Nachfrager seiner Produkte und zugleich alle Anbieter, mit denen er um die Gunst der Nachfrager konkurriert, umfasst.

### Nach räumlicher Ausdehnung
Je nach Art des Gutes und der rechtlichen Rahmenbedingungen variieren die Marktpreise des Gutes regional unterschiedlich stark. Hieraus ergeben sich unterschiedliche Teilmärkte für das gleiche Gut. Diese Teilmärkte können nach räumlicher Ausdehnung gegliedert werden:
- Lokale oder regionale Märkte sind typisch für Produkte mit hohen Transportkosten, schneller Verderbnis und von personalen Dienstleistungen. Beispiele sind Immobilienmärkte, Wochenmärkte und personale Dienstleistungen wie Friseure. Da eine Substitution der lokal angebotenen Waren und Dienstleistungen durch die gleichen Waren und Dienstleistungen an anderen Orten nicht möglich ist, stellen die lokalen Märkte den Ort der Preisbildung dar. Die Preise sind aufgrund der geringen Faktormobilität lokal sehr unterschiedlich.
- Nationale Märkte entstehen typischerweise durch die nationalen rechtlichen Rahmenbedingungen. Unterschiedliche Steuergesetze und Normen erschweren einen Warenaustausch über nationale Grenzen hinaus und sorgen für das Entstehen nationaler Märkte. Hinzu kommen nationale Traditionen, Usancen und Sprachbarrieren. Dadurch haben gleiche Produkte in unterschiedlichen Ländern verschiedene Preise.
- Internationale Märkte sind Märkte, auf denen Handelsabläufe zwischen Marktteilnehmern aus verschiedenen Ländern beinhaltet, wobei jedoch nicht weltweit alle Länder der Welt wirtschaftlich mit dem betrachteten Markt verflochten sind (Binnenmarkt).
- Der Weltmarkt stellt den globalen Markt dar, an dem weltweit gehandelte Güter und Dienstleistungen einen weltweit einheitlichen Weltmarktpreis haben. Diese Weltmarktpreise können durch Transportkosten, Subventionen, Zölle und nichttarifäre Handelshemmnisse stark von den nationalen und lokalen Preisen abweichen.

Je nach Ausdehnung gibt es folgende Marktformen:
| Marktbezeichnung | Wirtschaftsraum                     | volkswirtschaftliche Ebene |
| ---------------- | ----------------------------------- | -------------------------- |
| regionaler Markt | innerhalb einer Region              | Mikroebene                 |
| nationaler Markt | innerhalb eines Staates             | Mikroebene                 |
| Binnenmarkt      | innerhalb einer Staatengemeinschaft | Mesoebene                  |
| Weltmarkt        | die gesamte Welt umfassend          | Makroebene                 |

Der Weltmarkt ist die höchste Aggregation eines international gehandelten Gutes. Die Handelsobjekte dürfen nicht nur von regionaler Bedeutung sein, sondern müssen international akzeptiert werden. Der Weltmarktpreis für ein bestimmtes Gut muss nicht weltweit einheitlich sein und kann nach Ländern oder Handelsstufen unterschiedlich sein. Dies ist beispielsweise bei Ölpreisen (OPEC) oder Gaspreisen der Fall. Einfluss auf den Weltmarktpreis kann die Inlandsnachfrage eines Flächenstaates ausüben, nicht aber die eines Kleinstaates. Sinkt der Weltmarktpreis eines Importgutes, so haben sich die Terms of Trade des Importstaates verbessert. Bei Angebotsüberhang sinkt der Weltmarktpreis, bei Nachfrageüberhang steigt er.
Der Preisausgleich zwischen räumlich getrennten Märkten erfolgt durch Arbitrage oder Spekulation. Sofern die Märkte durch unterschiedliche rechtlichen Rahmenbedingungen entstehen, erfolgt ein Preisausgleich zwischen den Märkten über Schwarzmarkt und Schmuggel.

### Nach rechtlicher Ausdehnung
Im Rahmen der Globalisierung werden Produkte in viele Länder der Welt verkauft. Da in diesen Ländern jeweils unterschiedliche Gesetze, technische Vorschriften oder infrastrukturelle Voraussetzungen gelten können, muss geprüft werden, ob die Produkte den jeweiligen Gesetzen und geltenden Vorschriften entsprechen. Ein Beispiel dafür ist die Stromversorgung, die auf unterschiedliche elektrische Spannung (Volt) oder Wechsel- und Gleichstrom ausgelegt sein kann. Auch die Vorschriften zur Absicherung von elektrischen Produkten können unterschiedlich ausfallen. Dies kann dazu führen, dass die Produkte technisch entsprechend angepasst und in unterschiedlichen Varianten hergestellt werden müssen. Für bestimmte Produkte wird der Nachweis einer technischen Konformität verlangt, der durch eine Homologation nachgewiesen wird. Dies gilt beispielsweise für Kraftfahrzeuge, siehe ECE-Homologation. Dies ist einer der Gründe, weshalb die Fahrzeughersteller ihre Absatzpläne entsprechend unterteilen.

### Nach Machtverteilung
Märkte lassen sich auch nach der auf ihnen herrschenden Machtverteilung (Marktmacht) unterteilen, beispielsweise in Käufermärkte und Verkäufermärkte: Käufermarkt und Verkäufermarkt (englisch buyer’s market und seller’s market) bezeichnen zwei extreme Marktsituationen. Gemeint ist jeweils der Markt, dessen Vertragsbedingungen durch den Käufer bzw. den Verkäufer diktiert werden. Vertragsbedingungen sind Preisnachlässe, Zahlungsbedingungen, Lieferbedingungen, Handelszeiten und Handelsplätze.
Insbesondere die Kriterien Güterangebot, Güternachfrage und Verhandlungsmacht bestimmen, ob es sich um einen Käufer- oder Verkäufermarkt handelt. Beim Käufermarkt ist ein Angebotsüberhang oder eine Nachfragelücke, beim Verkäufermarkt entsprechend ein Nachfrageüberhang oder eine Angebotslücke vorhanden.
| Art            | Angebot / Nachfrage           | Verhandlungsmacht |
| -------------- | ----------------------------- | ----------------- |
| Käufermarkt    | Güternachfrage < Güterangebot | beim Käufer       |
| Verkäufermarkt | Güternachfrage > Güterangebot | beim Verkäufer    |

Liegt Marktsättigung vor, oder sind Produkte substituierbar, oder erhöht sich die Markttransparenz und die Wettbewerbsintensität oder ändert sich das Kaufverhalten, kann sich dies auf den Wandel eines Verkäufer- zu einem Käufermarkt auswirken. Folgen des Käufer- bzw. Verkäufermarktes sind vor allem sinkende bzw. steigende Preise sowie die Begünstigung von Schwarzmärkten und Monopolsituationen. Das Spinnwebtheorem oder der so genannte Schweinezyklus zeigen, wie Käufer- und Verkäufermärkte aufeinander folgen und sich jeweils verursachen können.

### Nach Handelsobjekt
Das hauptsächlich auf einem Markt gehandelte Handelsobjekt grenzt die Märkte voneinander ab und kann auch unterschiedliche Handelsbräuche zur Folge haben:
| Marktart           | Handelsobjekt          | Marktpreis                        |
| ------------------ | ---------------------- | --------------------------------- |
| Agrarmarkt         | Agrarprodukte          | Agrarpreise                       |
| Bankenmarkt        | Finanzprodukte         | Habenzins, Sollzins, Bankgebühren |
| Energiemarkt       | Energie                | Gaspreise, Ölpreise, Strompreise  |
| Geldmarkt          | Geld, Geldmarktpapiere | Geldmarktzins                     |
| Gütermarkt         | Güter                  | Güterpreise                       |
| Kapitalmarkt       | Kapital, Wertpapiere   | Kapitalmarktzins                  |
| Kreditmarkt        | Kredite, Darlehen      | Kreditzins                        |
| Verkehrsmarkt      | Verkehrsleistungen     | Tarife                            |
| Versicherungsmarkt | Versicherungsschutz    | Versicherungsprämien              |

Viele dieser Märkte werden in Teilmärkte untergliedert wie beispielsweise der Kapitalmarkt in Aktienmarkt, Rentenmarkt und Wertpapierbörse oder der Gütermarkt in Investitionsgütermarkt und Konsumgütermarkt.
Auf der Makroebene betrachtet, werden entweder Güter oder Dienstleistungen gehandelt.

## Marktgrößen
Marktgrößen dienen der quantitativen Beschreibung von Märkten. Bekannte Beschreibungsinstrumente für Marktgrößen sind:
- Marktanteil: Relativer Anteil eines Anbieters am Marktvolumen;
- Marktausdehnung: Konkrete räumliche Ausdehnung des relevanten Markts;
- Marktentwicklung: Die Veränderung von Marktdaten;
- Marktkapazität: Theoretische Maximalgröße des Marktes, Preise und Kaufkraft bleiben unberücksichtigt;
- Marktpotenzial: Gesamte mögliche Absatzmenge eines Marktes. Das Marktpotenzial ist die obere Grenze für das Marktvolumen;
- Markttiefe: Die Fähigkeit eines Marktes, ohne signifikante Veränderungen des Marktpreises auch großes Marktvolumen umsetzen zu können;
- Marktvolumen: Summe der tatsächlich erzielten Umsätze;
- Marktwachstum: Zunahme der wirtschaftlichen Leistung in dem Markt, gemessen z. B. am Umsatz.

Ohne die Festlegung der Marktausdehnung, des Marktraumes, können die anderen vorstehend genannten Marktgrößen nicht quantifiziert werden. Zum Beispiel findet im stationären Einzelhandel ein Filialunternehmen für seine einzelnen Betriebe lokal, regional, national, ggf. auch international und global höchst unterschiedliche Marktsituationen und Wettbewerbsverhältnisse vor. National muss es u. U. in polypolistischer, lokal kann es u. U. in quasi-monopolistischer Situation agieren und es können seine nationalen Marktanteile gering, seine lokalen Marktanteile hoch sein.

## Marktverhalten
Unter Marktverhalten versteht man die Zielsetzungen, Strategien, Taktiken, unmittelbare Aktionen und Reaktionen der einzelnen Wirtschaftssubjekte am Wettbewerbsmarkt.
Es gibt prinzipiell drei mögliche Kategorien von Verhaltensweisen der Anbieter und der Nachfrager, die jeweils auch als Konkurrenten untereinander auftreten können:
- zu agieren, d. h. bestimmte Marktparameter Preis, Qualität, Service etc. zu setzen und sich Wettbewerbsvorteile zu verschaffen
- auf Aktionen eines Konkurrenten zu reagieren (d. h. bestimmten Marktparameter-Änderungen zu folgen. Dies ist der typische Weg in einem funktionierenden Wettbewerb)
- nichts zu tun (dies ist ökonomisch fast immer unvorteilhaft, da Wettbewerbsnachteile entstehen)

## Marktsättigung
Unter Marktsättigung versteht man die Erreichung eines bestimmten Marktaufnahmevolumens. Ist dieses Volumen erreicht, so können keine weiteren Güter auf jenem Markt abgesetzt werden, d. h. der Markt ist gesättigt. Es besteht dann lediglich Nachfrage nach neuen Gütern, wenn die bereits vorhandenen Güter am Ende ihres Lebenszyklus angelangt sind, d. h. ersetzt werden müssen.
Der Grad der Sättigung wird durch das Verhältnis von Marktvolumen zu Marktpotenzial bestimmt.
{\displaystyle {\text{Marktsättigung}}={\frac {\text{Marktvolumen}}{\text{Marktpotenzial}}}\ \cdot 100\,\%}.
Dabei gibt die Sättigungsmenge die Nachfragemenge an, die bei einem Preis von Null nachgefragt würde. Der Nachfrager ist nicht mehr bereit, für den Kauf einer weiteren Gütereinheit einen Preis zu zahlen.
Legt man die Merkmale Marktvolumen und Marktentwicklung zugrunde, lässt sich die BCG-Matrix wie folgt zuordnen:
| Art des Marktes     | Marktvolumen            | BCG-Matrix-Kategorie | Marktentwicklung |
| ------------------- | ----------------------- | -------------------- | ---------------- |
| Schrumpfmarkt       | sinkt stark             | „Poor dogs“          | negativ          |
| stagnierender Markt | sinkt geringfügig       | „Poor dogs“          | negativ          |
| Marktsättigung      | bleibt konstant         | „Question marks“     | neutral          |
| Markt               | steigt geringfügig      | „Cashcows“           | positiv          |
| Wachstumsmarkt      | steigt überproportional | „Stars“              | positiv          |

Die Veränderung des Marktvolumens kann einerseits an den auf dem Markt erzielten Umsatzerlösen (Wertgröße) oder dem Absatzvolumen (Mengengröße) und andererseits am Bruttoinlandsprodukt oder Wirtschaftswachstum (Wertgrößen) gemessen werden.
Nimmt der Angebotsüberhang oder die Nachfragelücke weiter zu, entsteht sogar ein Negativpreis wie beim Negativzins.

## Marktakteure
- Nachfrager: aus Unternehmenssicht sind Nachfrager (potenzielle) Kunden, die Produkte auf Märkten kaufen, um ihre Bedürfnisse zu befriedigen.[13]
- Anbieter: Anbieter konkurrieren auf Märkten um die Gunst der Nachfrager, um durch den Absatz ihrer Produkte Profitabilität zu erreichen und wirtschaftlich zu überleben.
- Vertriebspartner: Vertriebspartner kooperieren beim Vertrieb der Produkte eines Anbieters an die Nachfrager mit jenem.
- Staatliche Einrichtungen: staatliche Einrichtungen nehmen auf Märkten primär die Rolle der Marktregulierung bezüglich der Marktentwicklung, beispielsweise die Verhinderung von Marktstörungen oder Marktversagen durch gesetzliche Ge- und Verbote, wahr; sekundär treten staatliche Einrichtungen auf Märkten jedoch auch als Anbieter und/oder Nachfrager auf.
- Interessensvertretungen: Interessensvertretungen auf Märkten, zu denen unter anderem Wirtschaftsverbände und Verbraucherorganisationen gehören, versuchen Märkte so zu beeinflussen, dass die Interessen ihrer Interessensgruppe bezüglich des Marktgeschehens gewahrt bleiben.

## Marktfunktionen
- Preisbildung (Koordinationsfunktion)
- Markträumung (Handel zum Marktpreis und Ausschluss)
- Allokation von Gütern und Produktionsfaktoren
- Rentenbildung, Konsumentenrente und Produzentenrente
- Effizienzverbesserung
- Innovationsförderung